# Nahorany (przystanek kolejowy)
Nahorany (biał. Нагараны, ros. Нагораны) – przystanek kolejowy w miejscowości Nahorany, w rejonie żabineckim, w obwodzie brzeskim, na Białorusi.